# قيس اليعقوبي
قيس اليعقوبي (من مواليد الكرم في 18 جويلية 1966)، هو مدرب ولاعب دولي تونسي سابق.

## لاعباً
قضى اليعقوبي الذي كان يلعب كمهاجم، مسيرته كلاعب أساسا في النادي الإفريقي وقد دخل التاريخ بتسجيله الهدف الذي مكن الإفريقي بالفوز بالبطولة سنة 1990 بعد طول عشر سنوات في آخر جولة من الموسم أمام المستقبل الرياضي بالمرسى (0-1) في ملعب عبد العزيز الشتيوي بالمرسى. شارك في نهائي البطولة العربية للأندية أبطال الدوري التي خسرها الإفريقي أمام نادي الإتفاق السعودي. لعب كذلك لصالح المستقبل الرياضي بوادي الليل وخاض تجربة في الملعب القابسي صحبة صديقه محمد الهادي عبد الحق لمدة 3 سنوات صعد خلالها الملعب القابسي إلى القسم الوطني «ب». لعب 16 مباراة مع المنتخب التونسي  وشارك معه عام 1988 في كأس الأمم العربية بالأردن ثم في تصفيات كأس العالم 1990، وكان ضمن المجموعة التي شاركت في الألعاب الأولمبية بسيول سنة 1988.

## مدرباً
عمل في بداية مشواره كفني مدربا لشبان فريق النجم الأولمبي لحلق الوادي والكرم كما عمل كمدرب مساعد لفريق النادي الإفريقي. خاض أول تجربة له على رأس فريق أكابر كمدرب النجم للأولمبي لحلق الوادي والكرم ودرب فيما بعد الاتحاد الرياضي المنستيري قبل أن يعود لتدريب نجم حلق الوادي والكرم. درب أيضا المستقبل الرياضي بالمرسى أثناء موسم 2007-2008، ثم درب الملعب القابسي (2008-2009) في الرابطة الأولى ثم الرابطة الثانية. درب أثناء موسم 2009-2010 نادي الشعلة السعودي ، وفي 29 ديسمبر 2010 عين مدربا للنادي الإفريقي  خلفا لمراد محجوب الذي قدم استقالته بعد هزيمة النادي الأفريقي امام ترجي جرجيس بهدفين مقابل هدف.تواصل مشواره بعد ذلك في عدد من الأندية العربية والتونسية إلي أن سجل عودته لتدريب النادي الإفريقي في موسم 2016/2017 ،حقق خلال فترة تدريبه القصيرة مع النادي نتائج إيجابية جعلت أندية خليجية تهتم به وهو ماتحقق ليترك مكانه في تدريب النادي الإفريقي شهاب الليلي

## وصلات خارجية
- قيس اليعقوبي على موقع الاتحاد الدولي (مؤرشف)  (الإنجليزية)
- قيس اليعقوبي على موقع قاعدة بيانات كرة القدم.إي يو (الإنجليزية)
- قيس اليعقوبي على موقع أوليمبيديا (الإنجليزية)